# 诺温卡市镇
诺温卡市镇（波蘭語：Gmina Nowinka）是波兰波德拉谢省奥古斯图夫县的一个乡村型市镇，治所位于诺温卡村。总面积为203.84平方千米，截至2020年总人口为2953人。